# Damallsvenskan de 2014

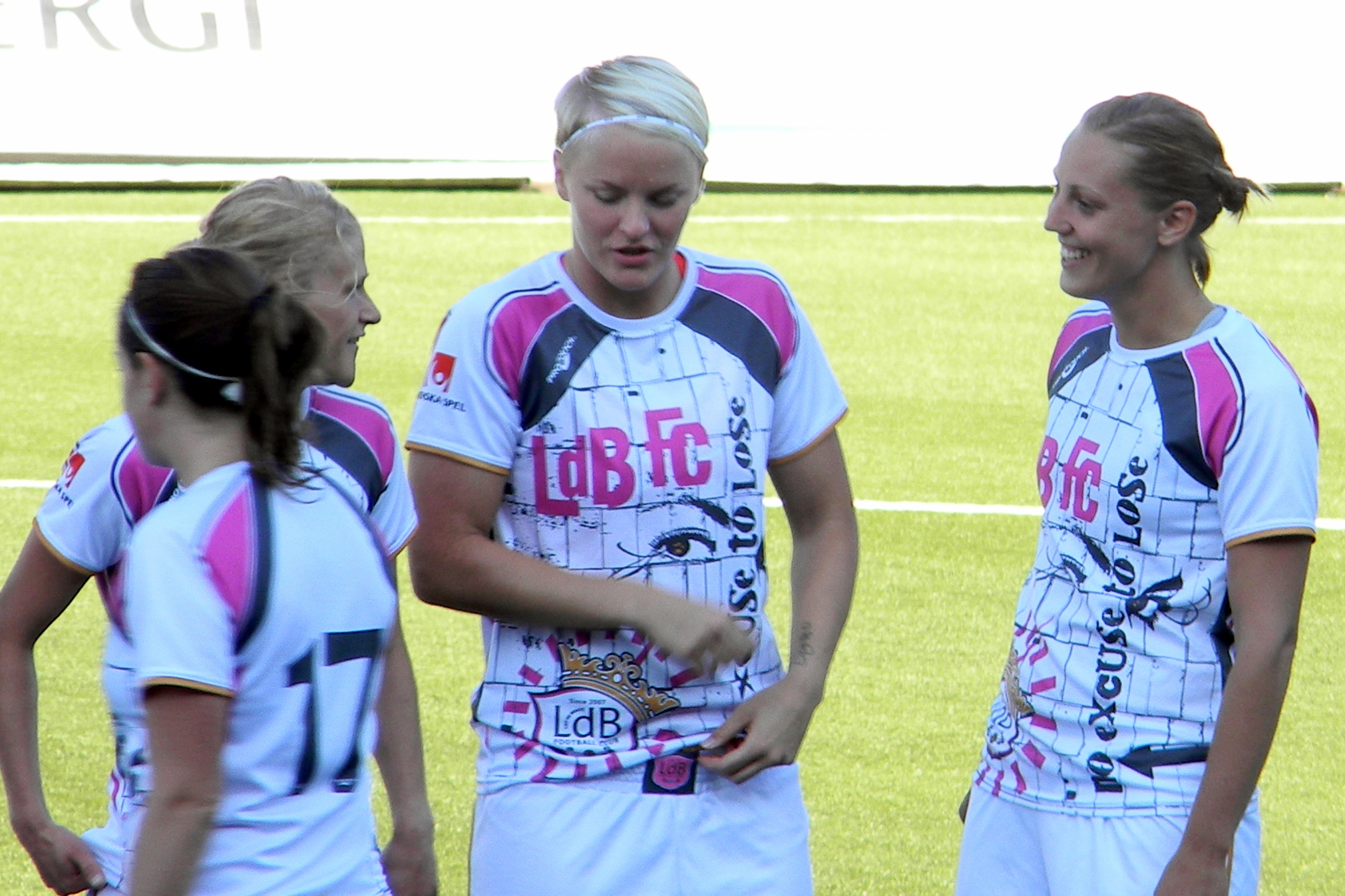

Damallsvenskan 2014 foi a divisão principal do Campeonato Sueco de Futebol Feminino em 2014.

Foi a 27ª edição deste torneio de futebol, iniciado em 1988.

12 clubes disputaram esta competição, entre abril e outubro de 2014.

Os novos participantes desta temporada – promovidos ao escalão principal - foram o Eskilstuna United DIF e o AIK.

O campeão foi o FC Rosengård.

Os clubes despromovidos foram o Jitex BK e o Tyresö FF.

## Campeão
| Damallsvenskan 2014  |
| Sweden               |
| -------------------- |
| FC Rosengård Campeão |

## Participantes
- AIK
- Jitex BK
- KIF Örebro
- Kristianstads DFF
- Linköpings FC
- Piteå
- Tyresö FF
- Umeå IK
- Vittsjö GIK
- Eskilstuna United DFF
- FC Rosengård
- Göteborg FC